# Látrány
Látrány ist eine ungarische Gemeinde im Kreis Fonyód im Komitat Somogy. Neben dem Hauptort Látrány gehören auch Hosszúhegy und Péntekhely zur Gemeinde.

## Geografische Lage
Látrány liegt 44 Kilometer nördlich des Komitatssitzes Kaposvár, 15 Kilometer östlich der Kreisstadt Fonyód und 5,5 Kilometer vom südlichen Ufer des Balaton entfernt. Nachbargemeinden sind Visz, Somogytúr und Balatonlelle.

## Geschichte
Nach László Szita war die Gemeinde im 18. Jahrhundert komplett ungarisch.
Im Jahr 1913 gab es in der damaligen Kleingemeinde 250 Häuser und 1430 Einwohner auf einer Fläche von 5592  Katastraljochen. Sie gehörte zu dieser Zeit zum Bezirk Lengyeltóti im Komitat Somogy.
Bis zur Verwaltungsreform zu Beginn des Jahres 2013 gehörte Látrány zum Kleingebiet Fonyód.

## Sehenswürdigkeiten
- Lajos-Kossuth-Büste, erschaffen von Levente Bodó
- Reformierte Kirche, erbaut in den 1820er Jahren, die Orgel wurde 1904 von der Firma Angster gebaut
- Römisch-katholische Kirche Szent Mihály, erbaut 1763 im spätbarocken Stil, 1880 renoviert
- See (Füzes-tó)
- Weltkriegsdenkmal

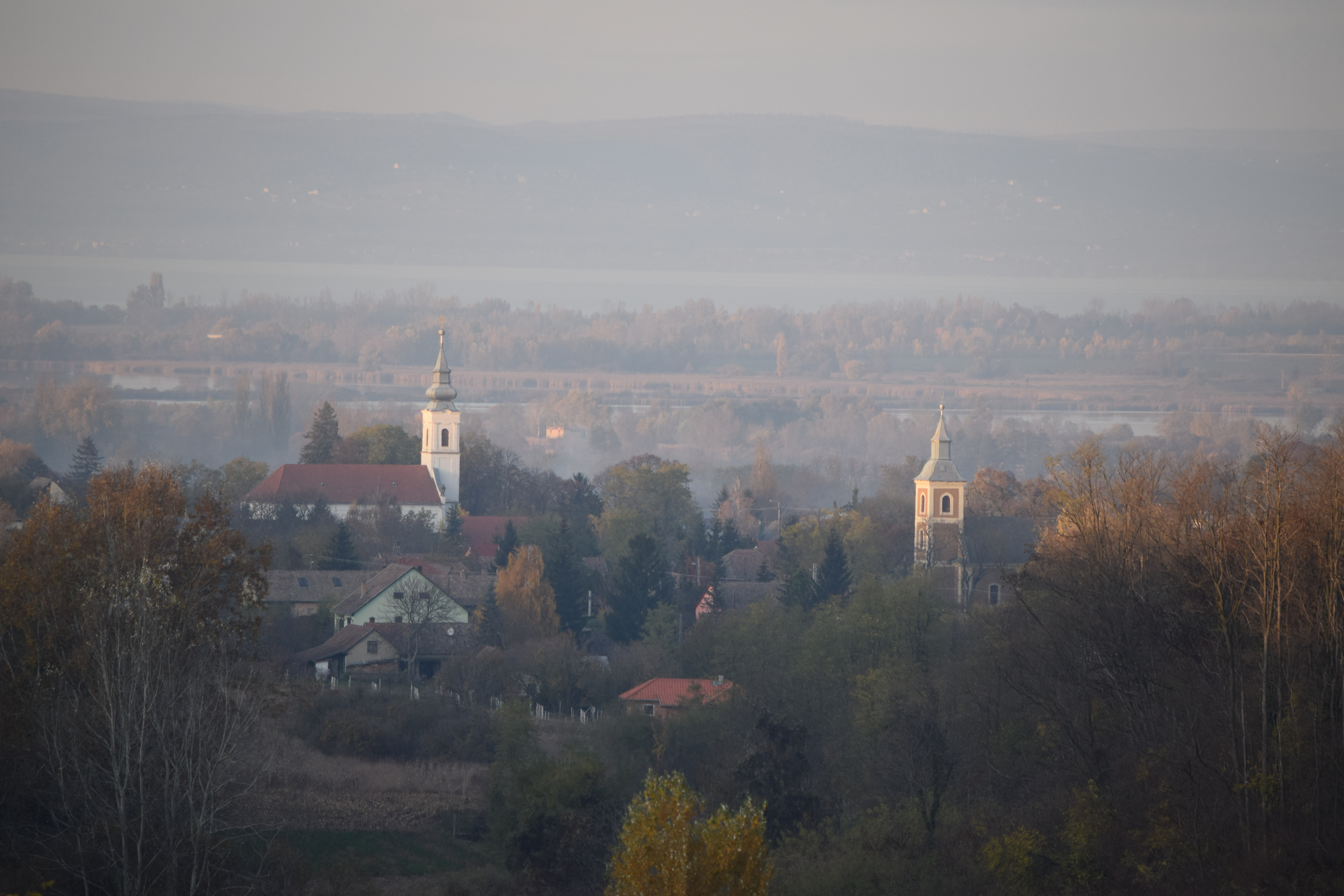
Blick auf Látrány, links die reformierte, rechts die römisch-katholische Kirche
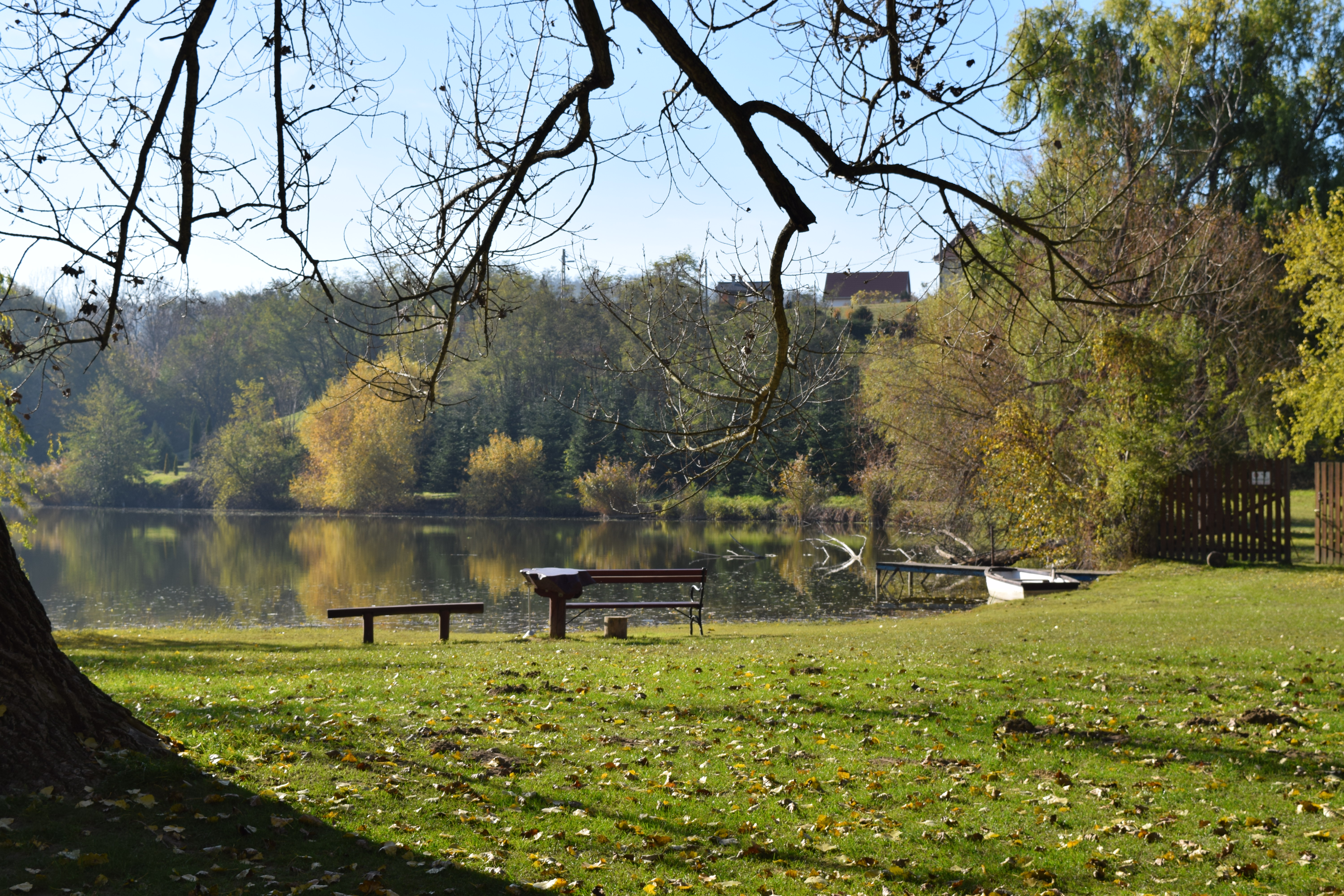
See Füzes
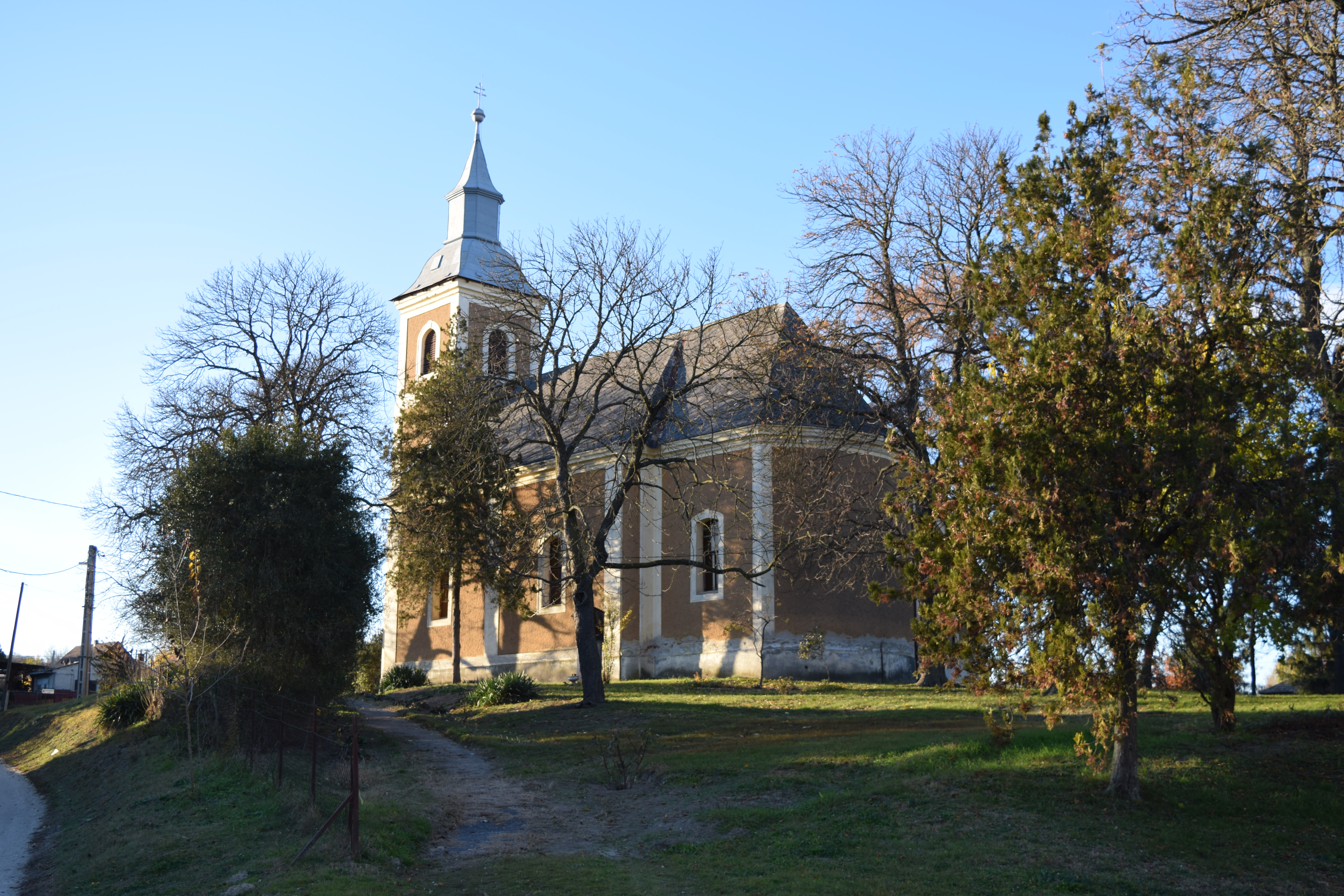
Römisch-katholische Kirche Szent Mihály
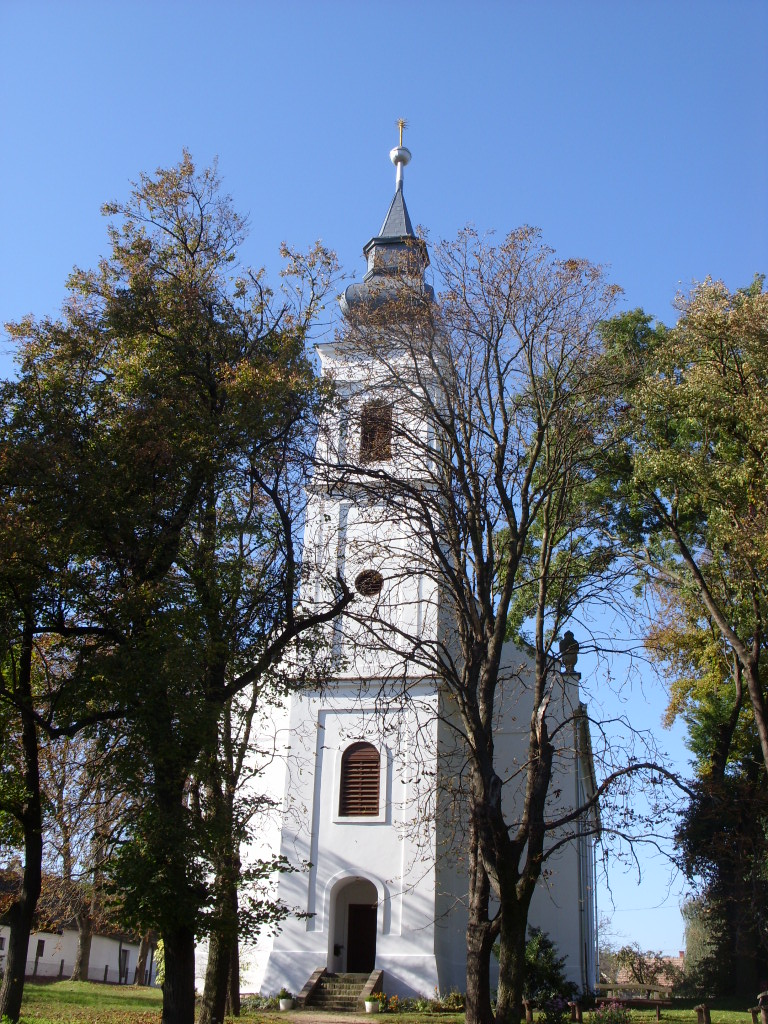
Reformierte Kirche

## Verkehr
Durch Látrány verläuft die Landstraße Nr. 6713. Es bestehen Busverbindungen über Mernye nach Kaposvár, über Visz nach Karád sowie über Balatonlelle und Balatonszárszó nach Siófok. Der nächstgelegene Bahnhof befindet sich sechs Kilometer entfernt in Balatonlelle.